# Maguaré
Maguaré is een elfkoppige Belgisch-Colombiaanse band die een moderne variant brengt van de Cumbia, een Colombiaanse muziekstijl die vooral populair was in de 50's en 60's. In tegenstelling tot de traditionele cumbia-orkesten, die één koperblazer en één rietblazer hebben, telt Maguaré zes muzikanten op een blaasinstrument. Maguaré is de naam van een trommel die gebruikt wordt door een aantal inheemse stammen in de Amazone-regio van Colombia.
Zangeres Paola Marquez, oorspronkelijk afkomstig uit de Colombiaanse hoofdstad Bogota, richtte in 2009 de band op in Gent waar ze zang studeerde aan het conservatorium. Maguaré was oorspronkelijk bedoeld als afstudeerproject. Vanwege de lovende reacties bleef de band ook nadien verderspelen.
Het debuutalbum Cumbia Insomnia verscheen in 2013 en bevat naast cumbia-nummers ook een bewerking van Sœur Sourire's hitsingle Dominique. Het album eindigde op de 122e plaats van de World Music Charts Europe van 2013.
De band speelde onder meer op Polé Polé, Afro-Latino Festival en het Sfinks Festival.

## Discografie
- Cumbia Insomnia (2013 - Zephyrus Records)

Maguaré is opgenomen op het compilatiealbum Flamundo! 4